# ACV 36
Der Typ ACV 36 ist ein Frachtschiffstyp der grönländischen Reederei Royal Arctic Line (ACV steht dabei für „Arctic Cargo Vessel“). Die Schiffe sind speziell für den Einsatz in arktischen Gewässern gebaut. Von dem Typ wurden zwei Einheiten für die Royal Arctic Line gebaut und für die Versorgung grönländischer Häfen und den Warentransport von und nach diesen Häfen eingesetzt.

## Geschichte
Die Schiffe sollten zunächst auf den P+S-Werften gebaut werden. Der Bauvertrag wurde im Januar 2011 geschlossen. Die Schiffe waren Teil eines insgesamt fünf Schiffe teilweise unterschiedlicher Größe umfassenden Neubauauftrages. Sie sollten ursprünglich ab 2012 abgeliefert werden und ältere Schiffe der in Nuuk auf Grönland ansässigen Reederei Royal Arctic Line ersetzen.
Das erste Schiff des Typs wurde am 1. Juni 2012 unter der Baunummer 2103 auf Kiel gelegt. Infolge der Insolvenz der P+S-Werften im Jahr 2012 wurde der Bauvertrag aufgelöst und Anfang Oktober 2013 an die polnische Werft Remontowa Shipbuilding in Danzig vergeben (hier wurde der Schiffstyp unter der Bezeichnung „RMDC 2880 ACV 36 TEU“ geführt). Die Schiffe wurden unter den Baunummern B202/1 und B202/2 gebaut und im März bzw. September 2016 abgeliefert.
Die Royal Arctic Line setzt die Schiffe im Liniendienst zwischen grönländischen Häfen ein.

## Beschreibung
Die Schiffe werden von einem Viertakt-Zwölfzylinder-Dieselmotor des Herstellers Caterpillar (Typ: 3512C) mit 1044 kW Leistung angetrieben. Der Motor wirkt über ein Untersetzungsgetriebe auf einen Verstellpropeller. Für die Stromerzeugung stehen ein von der Hauptmaschine mit 440 kW Leistung angetriebener Stamford-Wellengenerator sowie zwei von Viertakt-Sechszylinder-Dieselmotoren des Herstellers Scania (Typ: DI13) mit 350 kW Leistung angetriebene Stamford-Generatoren zur Verfügung. Als Not- und Hafengenerator dient ein von einem Scania-Motor (Typ: DI09) mit 200 kW Leistung angetriebener Stamford-Generator.
Die Schiffe sind mit einem Bugstrahlruder mit 200 kW Leistung und einem Heckstrahlruder mit 100 kW Leistung ausgerüstet. Die Querstrahlsteueranlagen werden elektrisch angetrieben.
Für den Ladungsumschlag steht ein Liebherr-Kran zur Verfügung, der 35 t heben kann. Dieser ist im Vorschiffsbereich vor dem Laderaum installiert. Der Laderaum wird mit Faltlukendeckeln verschlossen. 
Um an Bord Paletten oder Stückgüter bewegen zu können, sind die Schiffe mit einem elektrisch angetriebenen Gabelstapler ausgerüstet. Die Schiffe sind für den Transport von Containern ausgerüstet. Die Containerkapazität beträgt 29 TEU. 14 TEU finden in den Laderäumen, 15 TEU an Deck Platz. Für 26 Kühlcontainer sind Stromanschlüsse vorhanden.
Die Schiffe führen einen Prahm mit, mit dessen Hilfe an Orten ohne Hafeninfrastruktur Ladungsumschlag auf Reede möglich ist.
Die Besatzungsstärke beträgt acht Personen. Die Schiffe können zwölf Passagiere befördern, für die Ruhesessel in einer Passagierlounge zur Verfügung stehen. Sie sind mit Einrichtungen für eine medizinische Grundversorgung ausgestattet. Der Rumpf der Schiffe ist eisverstärkt (Eisklasse 1A).

## Schiffe
| ACV 36        | ACV 36    | ACV 36     | ACV 36                                            |
| Bauname       | Baunummer | IMO-Nummer | Kiellegung Stapellauf Ablieferung                 |
| ------------- | --------- | ---------- | ------------------------------------------------- |
| Ivalo Arctica | 202/1     | 9618147    | 20. Dezember 2013 20. Februar 2015 23. März 2016  |
| Minik Arctica | 202/2     | 9618159    | 21. Februar 2014 30. April 2015 1. September 2016 |

Die Schiffe fahren unter der Flagge Dänemarks, Heimathafen ist Aalborg.